# 今治地方フィルム・コミッション
今治地方フィルム・コミッション（いまばりちほうフィルム・コミッション）は、愛媛県の今治地方（今治市･上島町）において映画･テレビ撮影等の支援･情報提供などを行っているフィルム・コミッション。今治地方観光協会の中に組織されている。

## 概要
- 所在地 - 愛媛県今治市片原町1丁目100番地3 みなと交流センター3F
- 設立 - 2003年3月24日

## 主な支援作品

### 映画
- ホーム・スイートホーム2日傘の来た道（2003年）
- 恋は五・七・五!（2005年）
- 潔く柔く（2013年）
- ウルヴァリン:SAMURAI（2013年）
- 瀬戸内海賊物語（2014年）
- ボクは坊さん。（2015年）
- 嘘を愛する女（2018年）
- 劇場版トリリオンゲーム（2025年）

### テレビドラマ
- 義経「義経紀行」（2005年、NHK制作）
- ランナウェイ〜愛する君のために（2011年、TBS制作）
- それでも、生きてゆく（2011年、フジテレビ制作）
- 海の上の診療所（2013年、フジテレビ制作）
- Nのために（2014年、TBS制作）
- 好きな人がいること(2016年、フジテレビ制作)